# مقراب شميت

مسار الأشعة في مقراب شميت. يوضع " لوح شميت " في مركز المرآة الكروية لتصحيح مسارات الأشعة.

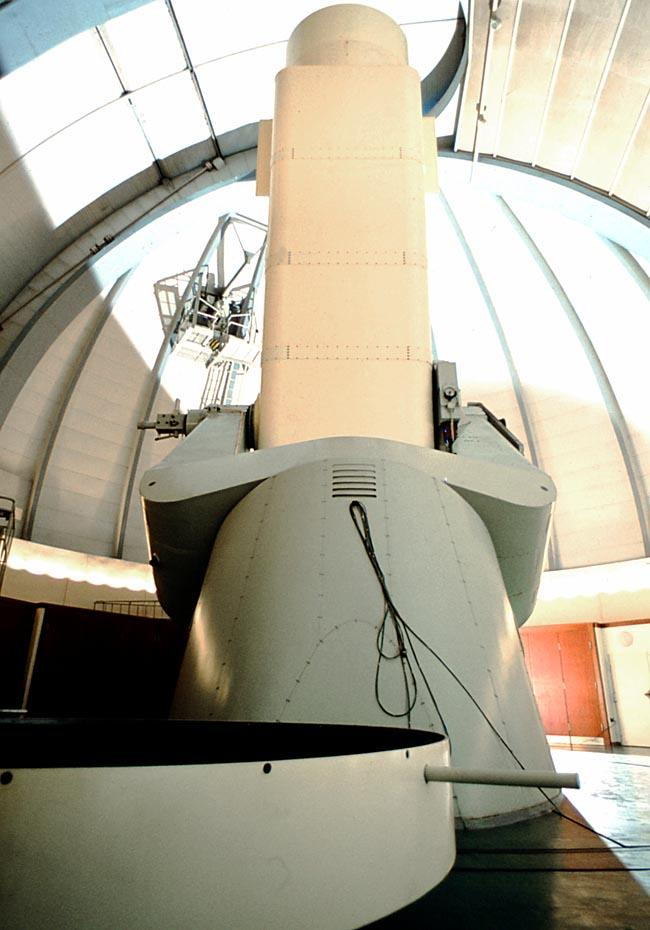
مقراب ألفريد ينش ، أكبر مقراب من نوع شميت في العالم

مقراب شميت في الفلك (بالإنجليزية: Schmidt telescope)‏ أو آلة تصوير شميت (بالإنجليزية: Schmidt camera)‏ هو مقراب يعمل بمرآة يستخدم في التصوير الفلكي، وهو يتكون من عدسات ومرايا.

## ابتكاره
يعود ابتكار مقراب شميت إلى برنارد شميت في أواخر العشرينيات من القرن الماضي. وهو يستخدم مرآة كرية رئيسية واقترانها بلوح تصحيح رقيق، يسمى لوح شميت. ويوجد اللوح في وسط نقطة انحناء المرآة ويعمل على تصحيح الخطأ في مسارات الأشعة الناتجة عن الانعكاس على السطح الكروي للمرآة الرئيسية.
يوجد أيضًا مقراب يسمى مقراب شميت وكاسغران الذي يتيح فرصة للنظر والمعاينة بالعين، ولكن لا توجد تلك الميزة في مقراب شميت. حيث أن البؤرة توجد فيه داخل أنبوب المقراب والتي يوضع فيها عادة كاميرا للتصوير.
لم يقم شميت بتسجيل اختراعه هذا.
أما في مقراب شميت وكاسغران فتقع البؤرة خارج أنبوب المقراب وبذلك تتيح فرصة للمشاهدة بالعين.
أنشأت أول «مرآة شميت» في مرصد هامبورغ في ألمانيا عام 1930 (فتحة الأنبوب 260 مليمتر، قطر المرآة 440 مليمتر، والبعد البؤري 630 مليمتر). وبعد الحرب العالمية الثانية أنشأ مرصد هامبورغ مقرابًا جديدًا من نفس النوع ولكن بمرآة قطر 1200 مليمتر، وبعد بؤري 2400 مليمتر وبدأ العمل في عام 1954 وسمي «مقراب هامبورغ الكبير». ولكن برنامج المسح الكوني الذي كان معدا له قام به مرصد بالومار-شميت. ثم نقلت مرآة شميت عام 1970 إلى إسبانيا حيث عملت على «مرصد كالار-ألتو» وظل يعمل هناك مدة 25 عاما.

## مقاريب هامة

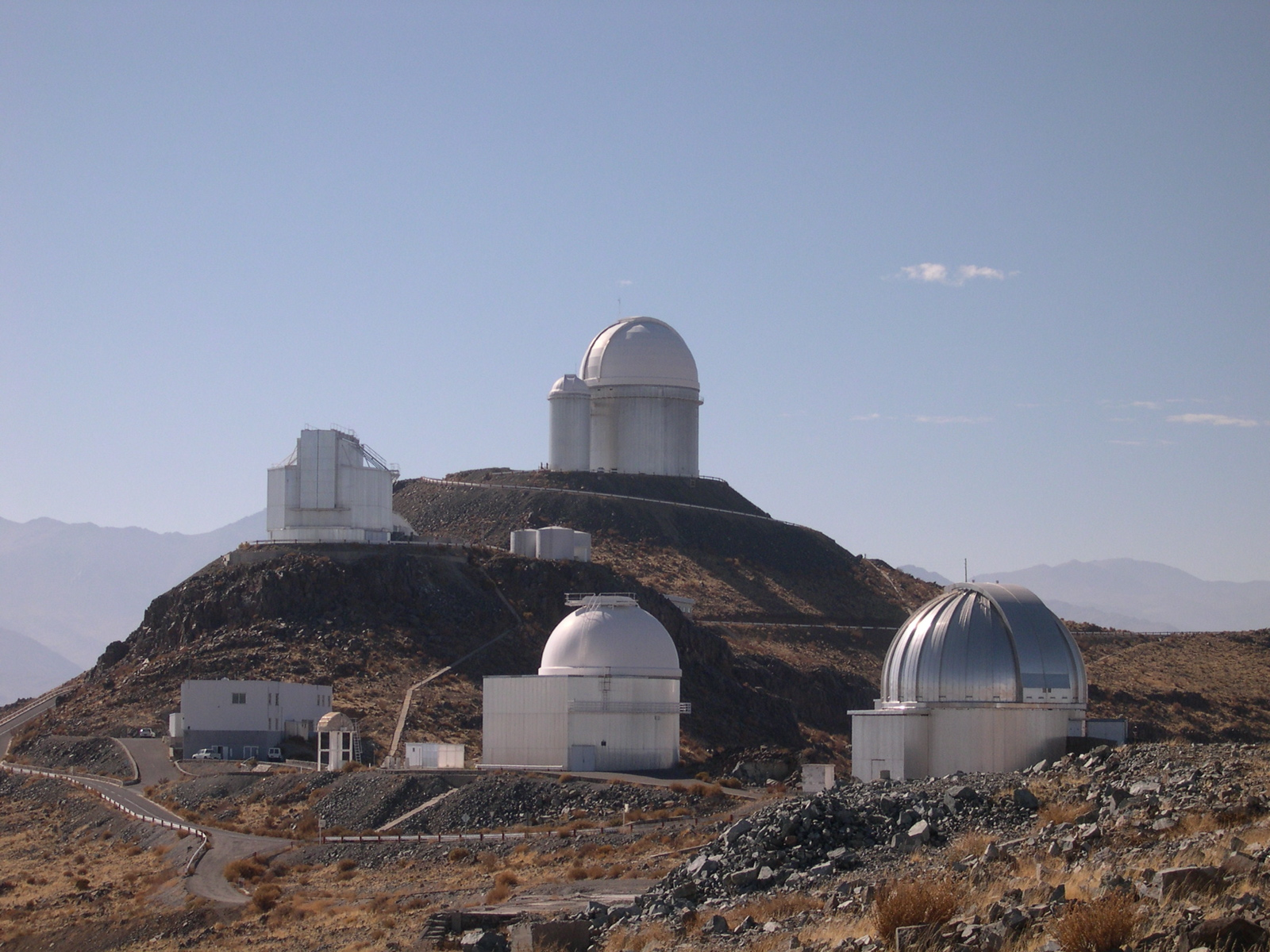
أربعة من مقاريب لاسيلا. من الأمام إلى الخلف: قباب المرآة 2.2 متر مقراب شميت، ومقراب التقانة الجديدة بمرآة 3.6 متر.

انتشر استخدام مقراب شميت في جميع أنحاء العالم وقامت بانجازات هامة في الرصد الفلكي، ونأتي هنا ببعض منها مرتبة من الكبير إلى الصغير:

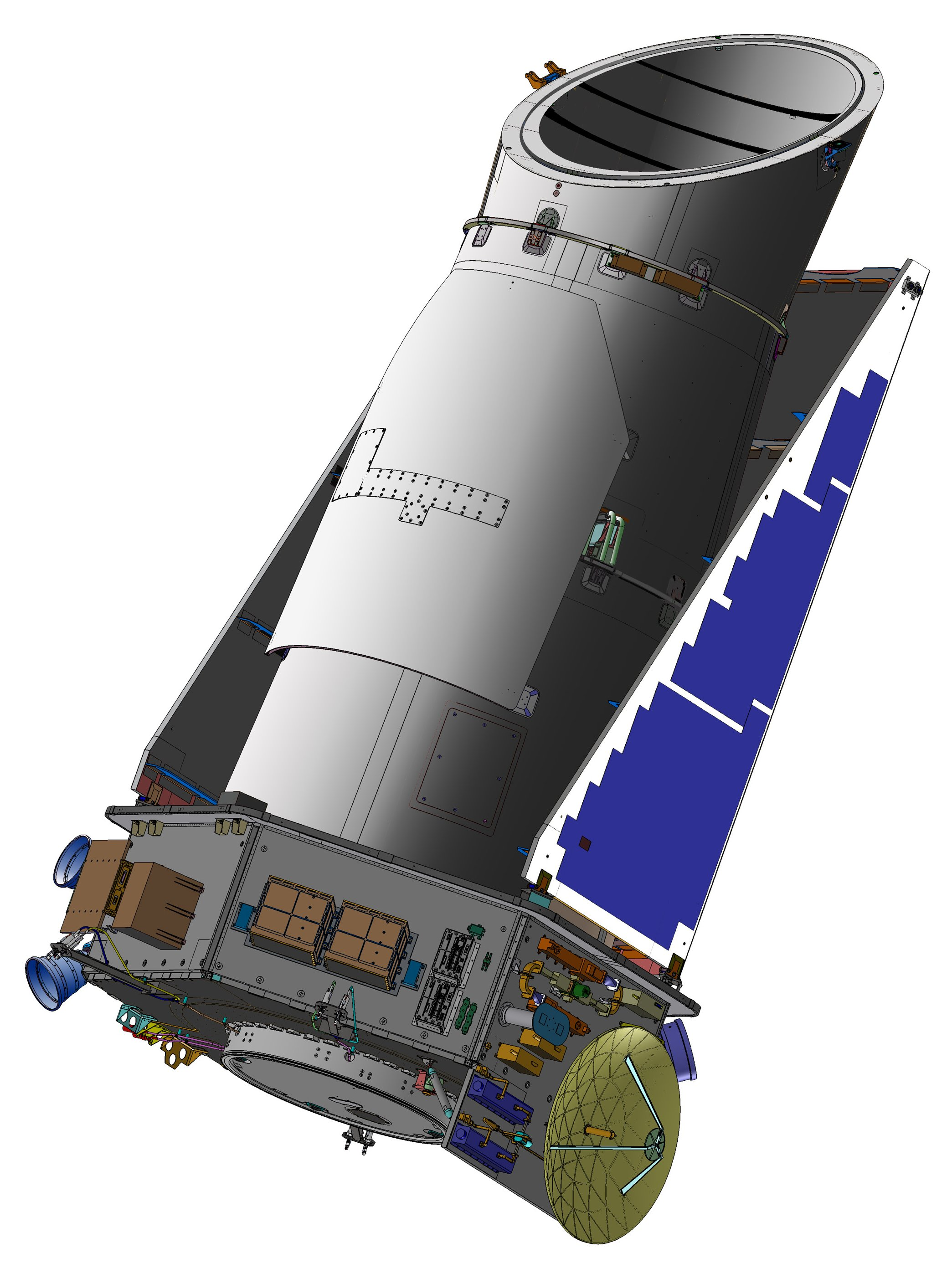
مقراب كبلر الفضائي

- مقراب ألفريد-ينش في مرصد تورينجن بالقرب من مدينة ينا في ألمانيا (فتحة الأنبوب 34و1 متر، قطر المرآة 00و2 متر البعد البؤري 00و4 متر) وهو أكبر مقراب من نوع مقراب شميت في العالم.
- مقراب أوشين-شميت في مرصد بالومار بني عام 1948 ويسمى «شميت الكبير» (فتحة الأنبوب 26و1 متر قطر المرآه 83و1 متر، البعد البؤري 07و3 متر.)
- مقراب يو كي-شميت وهو مقراب أنجليزي-أسترالي يعمل في مرصد سيدينج-سبرينج أستراليا (فتحة الأنبوب 24و1 متر، قطر المرآة 83و1 متر، البعد البؤري 07و3 متر).
- أربعة مقاريب شميت قطر مرآتها 1 متر شيدت في «مرصد بيوراكان» و «مرصد كفيستابرج» وفي إيطاليا «مرصد أوبزرفاتوريو أسترونوميكو ناسيونال دي ليانو» وتوقف عن العمل في عام 1998. المقراب الرابع يعمل في مرصد لاسيلا تبع الإسو، (الوكالة الأوروبية لأبحاث الفضاء).

كما يتكون مقراب كبلر الفضائي الذي أطلق في 6 مارس 2009 إلى الفضاء من بصريات شميت (فتحة الأنبوب 95و0 متر، قطر المرآة 4و1 متر)
كان «شميت الكبير» الذي يعمل مرصد بالومار أول مقراب شميت كبير حيث استخدم لمسح الأجرام السماوية في الجزء الشمالي للسماء، وكانت الخريطة الجغرافية التي قام بقياسها المرجع للرصد الفلكي لمدة طويلة. وتكرر هذا المسح ثانيا الذي قام به في عام 1980 . أما بالنسبة إلى مسح الجزء الجنوبي من السماء فقد قام به مقراب «إيسو شميت» ESO-Schmidt التابع للوكالة الأوروبية لأبحاث الفضاء (إيسو).
ويتميز مقراب أوشين-شميت الذي أنشئ في أستراليا في عمل مشترك بين بريطانيا وأستراليا وكذلك مقراب «إيسو شميت » باستخدامهما للوح شميت مكون من طبقتين مختلفتين من أنواع الزجاج تعمل على تصحيح مسارات الأشعة الضوئية بحيث تتفادى ظهور ألوان أنزياحية في الصورة.

## مرايا تصحيح

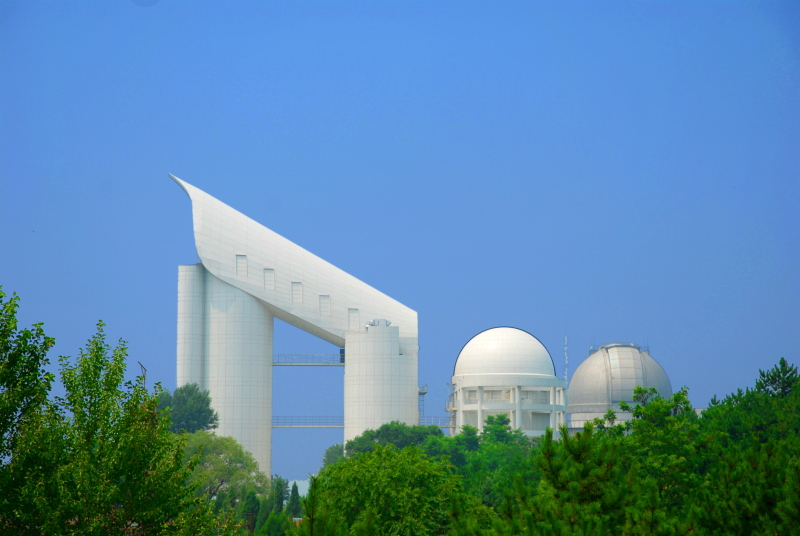
LAMOST

انكسار الضوء في لوح شميت المكونة من الزجاج تتسبب في أنكسار للضوء مصحوبا بافصال موجات الضوء ذات أطوال موجة مختلفة. هذا الانفصال الذي يسمى اضطراب الانفصال اللوني يمكن تفاديه باستخدام مرآة لها نفس الشكل وتكون مائلة بدرجة معينة.
تثبت هذه المرآة في موضع اللوح.
صنع أول مقراب شميت وله مرآة تصحيح في عام 2007 للأغراض العلمية، وقامت بصنعه LAMOST الصينية. ونظرا لسهولة منع اختلال سطح المرآة فيمكن توسيع فتحة دخول الأشعة إلى قطر 4 متر، مما يسمح بتوسيع زاوية الرؤية من وجهة ومنع اختلال الصورة بسبب الانفصال اللوني.

## اقرأ أيضا
- مقراب شميت كاسغران
- مرصد لاسيلا
- مقراب شميت كاسغران
- مهمة كبلر
- صوفيا (مرصد طائر)
- مقراب الفضاء
- مقراب ولتر
- تمدد الكون
- مقراب كاسر
- منظار ثنائي العينية
- المقراب الكبير جدا
- مقراب المسح الفلكي
- مرصد شاندرا الفضائي للأشعة السينية
- بيبوساكس
- مرصد سويفت الفضائي